# Wurda windorah
Wurda windorah är en tvåvingeart som beskrevs av Christine Lynette Lambkin och Yeates 2003. Wurda windorah ingår i släktet Wurda och familjen svävflugor. Inga underarter finns listade i Catalogue of Life.